# Mission Bell (álbum de Amos Lee)
Mission Bell é um álbum de estúdio pelo cantor norte-americano Amos Lee, lançado a 25 de Janeiro de 2011 pela editora discográfica Blue Note Records. Alcançou a primeira posição na tabela musical Billboard 200, com 40 mil cópias vendidas na sua semana de estreia.